# A Mikronéziai Szövetségi Államokban történt légi közlekedési balesetek listája
A Mikronéziai Szövetségi Államokban történt légi közlekedési balesetek listája mind a halálos áldozattal járó, mind pedig a kisebb balesetek, meghibásodások miatt történt, gyakran csak az adott légiforgalmi járművet érintő baleseteket is tartalmazza évenkénti bontásban.

## A Mikronéziai Szövetségi Államokban történt légi közlekedési balesetek

### 2018
- 2018. szeptember 28., Chuuk-sziget. Az Air Niugini légitársaság járata (lajstromjele: P2-PXE), egy Boeing 737 típusú utasszállító repülő egyik hajtóműve kigyulladt a levegőben. A gépen utazó 36 utas és 11 fő személyzet közül 13 fő megsérült, halálos áldozat nem volt.[1][2]